# China Post
China Post, повна назва China Post Group Corporation (кит.: 中国邮政集团有限公司, укр. Китайська Пошта) — національний оператор поштового зв'язку КНР зі штаб-квартирою в Пекіні. Є державною компанією та перебуває у підпорядкуванні уряду КНР. Член Всесвітнього поштового союзу.

## Історія
Поштова служба Імперії Цін була заснована у 1878 році за пропозицією іноземних держав з філіями у п'яти великих торгових містах та підпорядковувалася митному управлінню. 20 березня 1896 року служба стала Великою Цінською поштою, яка у 1911 році стала незалежною від митної служби. Велика пошта стала поштою Чунхва у 1912 році. У 1929 році пошта Чунхва підписала контракт з групою Китайських авіаліній про перевезення пошти повіртям маршрутами Шанхай — Ханькоу, Нанкін — Пекін та Ханькоу — Гуанчжоу. Пошта Чунхва функціонувала як основний оператор поштових послуг у материковому Китаї до 1949 року.
Сучасна поштова служба КНР була створена у 1949 році. Вона замінила пошту Чунхва у материковому Китаї у 1949 році, а також у Всесвітньому поштовому союзі в 1972 році. Раніше вона перебувала у підпорядкуванні Міністерства зв'язку та телекомунікацій. Пошта Китаю контролюється Державним бюро пошти КНР, яке несе загальну відповідальність за регулювання поштового зв'язку в Китаї. Державне поштове бюро — відомство, підпорядковане Міністерству інформації Китайської Народної Республіки.

## Структура

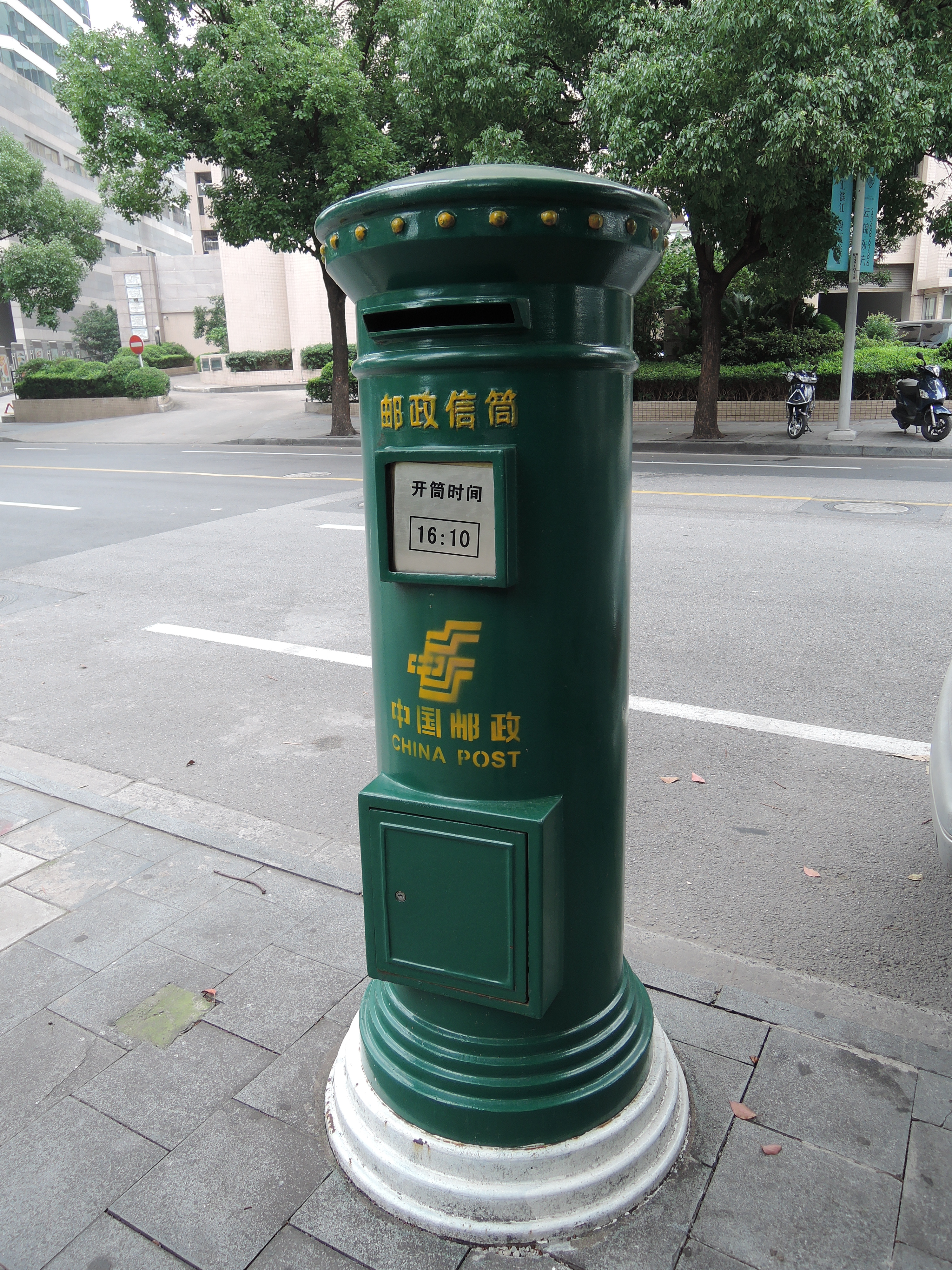
Поштова скринька у Шанхаї

Після відокремлення від Державного бюро пошти та ряду реорганізацій «China Post» має строкату структуру:
- Генеральний офіс
- Департамент стратегічного планування
- Департамент ринку
- Департамент сервісного обслуговування
  - Поштовий ощадний банк Китаю
  - Поштова страхова компанія
  - Відділ обігу цінними паперами
  - Управління капіталом
- Департамент фінансів
- Департамент трудових ресурсів
- Департамент планування та будівництва
- Департамент управління закупівлями
- Департамент аудиту
- Відділ партійної роботи
- Управління інспекції
- Профспілка
- Підрозділ посилочного, експрес-та логістичного бізнесу
- Китайська національна філателістична корпорація
- Китайський центр культури та історії
- Підрозділ з розповсюдження періодичних видань
- Бюро друку поштових марок (Пекінська фабрика марок)
- Технічний коледж пошти та телекомунікацій Шицзячжуан
- Підрозділ IT-забезпечення
- Підрозділ електронної комерції
- Підрозділ реклами
- Регіональні департаменти.

## Інфраструктура
- Поштові відділення: 82 116
- Центри обробки пошти: 236
- Маршрутна сітка магістральних перевезень: 3,1 млн км
- Вантажні автомобілі: 39 000
- Літаки: 5
- Залізничні вагони: 73
- Автоматизовані сортувальні лінії малих відправлень: 155
- Автоматизовані сортувальні лінії великих відправлень: 209
- Комп'ютеризовані поштові відділення: 20 000.